# Beth Coats
Beth Jan Coats (* 20. Juli 1966 in Albuquerque) ist eine ehemalige US-amerikanische Biathletin und Radsportlerin. Sie nahm an zwei Olympischen Winterspielen und sieben Biathlon-Weltmeisterschaften sowie zwei Weltmeisterschaften in Mountainbikesport teil, musste ihre Karriere aber frühzeitig aufgrund einer bleibenden Verletzung beenden.
Beth Coats war in vielen Sportarten aktiv, so Mountainbiking, Telemarken und Klettern. 1989 begann die spätere Nationalgardistin aus Breckenridge mit dem Biathlonsport und gehörte zur Trainingsgruppe von Josh Thompson. Schnell rückte sie in den US-Nationalkader auf. Erste internationale Meisterschaft wurde die Winter-Universiade 1989 in Bulgarien. 1991 startete Coats in Lahti bei ihren ersten Weltmeisterschaften und wurde im Einzel wie im Sprint 39. Im Jahr darauf startete sie bei den Olympischen Winterspielen 1992 in Albertville, bei denen erstmals auch Biathlon für Frauen auf dem Programm stand. Coats kam hier im Einzel zum Einsatz und wurde 47. Zwei Jahre später kam sie in Lillehammer in allen drei olympischen Rennen zum Einsatz. Im Sprint wurde sie 51., im Einzel 33. und an der Seite von Joan Smith, Laura Tavares und Joan Guetschow Achte im Staffelrennen. Wenig später startete sie in Canmore auch bei den Weltmeisterschaften, wo einzig das nichtolympische Mannschaftsrennen ausgetragen wurde. Mit Tavares, Smith und Gillian Sharp belegte sie den fünften Platz. Letztes internationales Großereignis wurden die Weltmeisterschaften 1995 in Antholz. Coats wurde wie schon 1991 39. des Einzels und kam mit Kristina Sabasteanski, Stacey Wooley und Ntala Skinner auf den achten Platz. Nach der Saison beendete sie ihre Karriere im Biathlon, während der sie mehrfach in die Punkteränge im Biathlon-Weltcup laufen konnte und als Zehnte eines Einzels in Canmore in der Saison 1993/94 einmal die Top-Ten-Ränge erreichte.
1995 wechselte Coats als Profi zum Mountainbiking, das sie schon länger als Ausgleich in den schneefreien Sommern betrieben hatte, um sich fit zu halten. Schon im Winter 1995 verzichtete sie darauf, in Europa Biathlon zu betreiben, und bereitete sich auf das folgende Radsportjahr vor, da ihr der Sport ein sicheres Auskommen versprach. Schon Ende 1995 war sie Zehnte der Weltrangliste. Bei den Weltmeisterschaften 1996 belegte sie den 17., 1997 den 16. Platz. 1997 war sie zudem Dritte in der nationalen Rennserie, Zweite der nationalen Rangliste der USA und wurde bei einem Weltcuprennen in Vermont Vierte. Im Jahr zuvor verpasste sie als Sechste allerdings um zwei Ränge die Qualifikation für die Olympischen Spiele von Atlanta. Für 1998 galt Coats als Mitfavoritin auf den Weltmeistertitel. Doch stürzte sie bei einer Klettertour zwischen zwei Radrennen im Eldorado Canyon State Park nahe Boulder ab und verletzte sich schwer. Seitdem ist sie vom Unterleib abwärts gelähmt, betreibt aber weiter als Handbikerin Sport.

## Biathlon-Weltcup-Platzierungen
Die Tabelle zeigt alle Platzierungen (je nach Austragungsjahr einschließlich Olympische Spiele und Weltmeisterschaften).
- 1.–3. Platz: Anzahl der Podiumsplatzierungen
- Top 10: Anzahl der Platzierungen unter den ersten zehn (einschließlich Podium)
- Punkteränge: Anzahl der Platzierungen innerhalb der Punkteränge (einschließlich Podium und Top 10)
- Starts: Anzahl gelaufener Rennen in der jeweiligen Disziplin
- Staffel: inklusive Mixed-Staffel

| Platzierung                                                                                          | Einzel | Sprint | Verfolgung | Massenstart | Team | Staffel | Gesamt |
| --- | ------ | ------ | ---------- | ----------- | ---- | ------- | ------ |
| 1. Platz                                                                                             |        |        |            |             |      |         |        |
| 2. Platz                                                                                             |        |        |            |             |      |         |        |
| 3. Platz                                                                                             |        |        |            |             |      |         |        |
| Top 10                                                                                               | 1      |        |            |             | 1    | 2       | 4      |
| Punkteränge                                                                                          | 4      | 2      |            |             | 1    | 2       | 9      |
| Starts                                                                                               | 11     | 10     |            |             | 1    | 2       | 24     |
| Stand: Karriereende, Daten nicht komplett, einschließlich Weltmeisterschaften und Olympischer Spiele |        |        |            |             |      |         |        |